# 공영운
공영운(孔泳云, 1964년 8월 20일 ~)은 대한민국의 기업인, 정치인으로 2018년 부터 2022년까지 현대자동차 전략기획담당 사장을 역임하였고, 2024년 1월 23일에 더불어민주당 영입인재 9호로 정계입문 하였으며, 2024년 4월 10일 대한민국 제22대 국회의원 선거에서 경기 화성시 을 선거구에 출마하였으나 개혁신당 이준석 후보에 밀려 낙선하였다.

## 학력
- 진주동명고등학교 졸업
- 서울대학교 경영대학 경영학 학사

## 경력

### 기자 경력
- 문화일보 기자

### 현대자동차경력
- 2005.11 ~ 2008.12. 전략개발팀장 (이사대우)
- 2008.12. ~ 2010.12. 해외정책팀장 (이사)
- 2010.12. ~ 2011.7. 해외정책팀장 (상무이사)
- 2011.7. ~ 2012.1. 홍보1실장 (상무이사)
- 2012.1. ~ 2012.5. 홍보1·2실장 (상무이사)
- 2012.5. ~ 2014.12. 홍보1·2실장 (전무이사)
- 2014.12. ~ 2018.12. 홍보실장 (부사장)
- 2018.12. ~ 2022.12. 전략기획담당 (사장)
- 현대자동차 고문

### 외부 경력
- 2013.2. ~ 2014.2. 한국광고주협회 대외협력위원장
- 2014.2. ~ 2015.2. 한국광고주협회 홍보위원장
- 2017. ~ 2018. 한국광고주협회 경제홍보위원장
- 2018. 대한상공회의소 한·인도경제협력위원장
- 2019. ~ 2022. 한국무역협회 부회장
- 2020. 대한상공회의소 한·사우디경제협력위원장

### 정치 경력
- 더불어민주당 경제대변인
- 더불어민주당 이재명 대표 경제특보
- 더불어민주당 제22대 국회의원 선거 선거대책위원회 공동선거대책위원장
- 더불어민주당 경기도당 화성시 을 지역위원회 위원장

## 역대 선거 결과
| 실시년도 | 선거   | 대수 | 직책     | 선거구         | 정당         | 득표수   | 득표율          | 순위 | 당락 | 비고 |
| -------- | ------ | ---- | -------- | -------------- | ------------ | -------- | --------------- | ---- | ---- | ---- |
| 2024년   | 총선   | 22대 | 국회의원 | 경기 화성시 을 | 더불어민주당 | 48,578표 | \| \| 39.73% \| | 2위  | 낙선 |      |
|          | 39.73% |      |          |                |              |          |                 |      |      |      |